# Наукшени
На́укшены (латыш. Naukšēni; также Наукшени) — населённый пункт на севере Латвии. Административный центр Наукшенского края и Наукшенской волости. Находится на реке Руя у региональной автодороги P22 (Валка — Руйиена). Расстояние до города Валмиера составляет около 53 км.
По данным на 2015 год, в населённом пункте проживало 744 человека. Есть краевая администрация, коррекционная школа, почтовое отделение, аптека, дом культуры, музей.

## История
Населённый пункт образовался у бывшего имения Наукшены (Наукшен).
В советское время населённый пункт был центром Наукшенского сельсовета Валмиерского района. В селе располагался колхоз «Наукшены» и среднее специальное профессионально-техническое училище № 23.